# コンテンポラリーな生活
コンテンポラリーな生活（コンテンポラリーなせいかつ、contemporary life）は、日本のロックバンド。通称はコンポラ。コンテンポラリーとは「現代の」という意味である。

## メンバー
- 朝日廉（あさひ れん）

ボーカル・ギター。
全楽曲の作詞作曲を担当している。
別名義「石風呂」では、ボーカロイドを使用した、所謂ボカロPとしての活動も2010年頃より行っている。
同盟バンドであるKANA-BOONの公式マスコットキャラクター「アサヒレン」という名前は朝日から取られた。
バンド・ネクライトーキーでも活動を行い、ギターと殆どの曲の作詞作曲を担当している。先述の石風呂楽曲等はコンポラで定番となっている曲を除き、このバンドで披露されている。メンバー初の既婚者である。
- 藤田彩（ふじた あや）

ベース。
バンドの名付け親。
バンド・ネクライトーキーのメンバーとしても活動を行い、こちらでもベースを担当。2020年6月14日に自身のTwitterにて結婚を発表。

### 元メンバー
- 酒井俊介（さかい しゅんすけ）

ドラムス。
2015年8月に一身上の都合によりバンドから離脱、2016年1月1日に正式に脱退。2019年12月27日、自身のInstagramにて、結婚したことを発表。

## 来歴
- 2009年
  - 4月に結成。
- 2010年
  - 本格的な活動を開始。
  - 北堀江ビジョンにて初企画ライブを開催し、100名を動員。
  - 4月にデモシングル『惑星フリーウェイ』、12月2日に1stミニアルバム『コンテンポラリーな生活』をリリース。
- 2011年
  - 5月3日、三国ヶ丘FUZZにてKANA-BOONと2マンライブ『KANA-BOONvsコンテンポラリーな生活』を開催し、157名を動員。
  - 9月、京橋ismにて、KANA-BOON、なか卯（現在のオトワラシ）と共に『ゆとり』というイベントを開始。
  - 10月、FM802主催のサーキットイベントMINAMI WHEELに初出演し、入場規制をかける。
  - 3月22日に1stシングル『diving hole』、7月23日には2ndシングル『ジュークボックス』をリリース。
- 2012年
  - 5月27日に1st EP『笑えない日々、笑える毎日』をリリース。
  - 8月、オーディション「出れんの!?サマソニ!?」を突破し、サマーソニックに出演した。

## 主なライブ

### ワンマンライブ・主催イベント
- 2013年07月27日 - コンテンポラリーな生活 ワンマン
- 2014年06月22日〜07月25日 - コンテンポラリーな生活ライブツアー『23歳のポップソング』
- 2014年11月22日 - コンテンポラリーな生活 タワーレコードイベント
- 2014年12月08日〜2015年01月16日 - レコ発ワンマンツアー ヘドが出る前に
- 2015年11月07日〜12月06日 - コンテンポラリーな生活 ライブツアー2015 「レッツゴー外道ツアー」
w/サイダーガール / Age Factory / buzz. / the quet room / セプテンバーミー / 最終少女ひかさ / プププランド / IRIKO / My Hair is Bad / Shout it Out / 空きっ腹に酒 / ハッピーエンド / セピアトリップガール / 撃鉄
- 2016年04月03日〜04月14日 - コンテンポラリーな生活「コンテンポラリーな春の2MAN～全国編～」
w/THE PINBALLS / 最終少女ひかさ / サイダーガール
- 2016年07月10日〜07月18日 - コンテンポラリーな生活 New ALBUM リリースツアー2016
- 2019年1月23＠下北沢BASEMENT BAR 2月３日＠北堀江club vijon 『You'll dig it the most』リリース記念ワンマンライブ　両公演ソールドアウト